# Daniel Ortiz (mago)
Daniel Ortiz Gómez[cita requerida], conocido artísticamente como Dani DaOrtiz (Estepona,  22 de febrero de 1980), es un mago español, considerado uno de los mejores del mundo en la especialidad de cartomagia.

## Trayectoria
Desde los cuatro años mostró interés por la magia, experimentó con las cajas de magia de la marca Borrás y aprendió inicialmente con los manuales de Juan Tamariz. Con 12 años, empezó a asistir al Círculo de Ilusionistas Sevillanos, donde conoció a Mario el Mago quien se convirtió en su primer maestro. Seguidamente, comenzó a frecuentar el Círculo de Ilusionistas Malagueños, donde compartió sus experiencias y juegos con otros aficionados a la magia.
En 1999, conoció al ilusionista español Juan Escolano, quien fue su tutor y formador en técnicas de magia e ilusionismo. Se formó junto a Tamariz, y encontró inspiración para su carrera en el argentino René Lavand, el sueco Lennart Green y el estadounidense David Williamson. El desarrollo de su técnica lo ha ubicado al mismo nivel de otros magos españoles Arturo de Ascanio, Pepe Carrol y Tamariz. El estilo de sus espectáculos que mezcla magia de cerca, improvisación y humor para captar la atención del espectador, lo ha convertido en una referencia mundial de la cartomagia.
Ganó, en 2001, el segundo premio de Cartomagia en el XXIV Congreso Mágico Nacional celebrado en Granada, lo que supuso un lanzamiento en su carrera que lo ha llevado a actuar en escenarios, congresos y festivales de magia nacionales e internacionales. En España, ha participado, entre otros, en el Festival Internacional de Magia de Madrid, el Encuentro de Magos Florences Gili, el Festival Internacional León vive la magia, el Festival Internacional de Magia de Badalona, el Festival Internacional de Magia de Cerca, la Muestra Mágica Malagueña, o la Gala Internacional de Maxia Xacobeo 21-22 Cidade de Vigo. También ha actuado en diferentes escenarios del mundo en Francia, Inglaterra, Italia, China, Japón, México, Argentina, y regularmente en The Magic Castle en los Estados Unidos. Entre sus espectáculos se encuentran: 100% DaOrtiz.
En televisión, ha aparecido en programas como El hormiguero, Por arte de magia, Nada x aquí o No es un sábado cualquiera. En 2016, trabajó junto al mago estadounidense David Blaine, en David Blaine: Beyond Magic.
En su labor de divulgación ha publicado numerosas obras con sus efectos, técnicas, técnicas psicológicas y teorías, entre otros, se encuentran la serie Cartomagia semiautomática, en el que describe sus juegos semiautomáticos para ser utilizados en espectáculos, el monográfico sobre forzaje psicológico, Libertad de expresión, o los vídeos en los que explica su repertorio profesional durante 9 horas, llamado Utopía. Como empresario, creó y programó la plataforma digital especializada, Gkaps (que recibe su nombre en honor al mago holandés Fred Kaps) en la que comparte en streaming su propio contenido y el de otros reconocidos magos e ilusionistas, así como la revista El Manuscrito, de la que fue editor. También ha sido invitado a impartir charlas en eventos del sector. En 2021, Ortiz empezó a desarrollar el proyecto MAGIXvr para Oculus Quest, que integra magia y tecnología de realidad virtual.
En 2022, durante la celebración del XXVIII Campeonato Mundial de Magia en Quebec, la Federación Internacional de Sociedades Mágicas le otorgó el Galardón Especial de Teoría y Filosofía en reconocimiento a su concepción de la magia.